# إيفان كونواي
إيفان كونواي (بالإنجليزية: Evan Conway)‏ هو لاعب كرة قدم أمريكي، ولد في 7 نوفمبر 1997 في وايتفيش في الولايات المتحدة. لعب مع Milwaukee Panthers men's soccer ‏.